# Karaops
Karaops is een spinnengeslacht in de familie van de Selenopidae. 
Karaops werd in 2011 beschreven door Sarah C. Crews & Mark S. Harvey.

## Soorten
Karaops omvat de volgende soorten:
- Karaops alanlongbottomi Crews & Harvey, 2011
- Karaops australiensis (Koch, 1875)
- Karaops badgeradda Crews & Harvey, 2011
- Karaops burbidgei Crews & Harvey, 2011
- Karaops dawara Crews & Harvey, 2011
- Karaops deserticola Crews & Harvey, 2011
- Karaops ellenae Crews & Harvey, 2011
- Karaops francesae Crews & Harvey, 2011
- Karaops gangarie Crews & Harvey, 2011
- Karaops jarrit Crews & Harvey, 2011
- Karaops jenniferae Crews & Harvey, 2011
- Karaops julianneae Crews & Harvey, 2011
- Karaops karrawarla Crews & Harvey, 2011
- Karaops keithlongbottomi Crews & Harvey, 2011
- Karaops larryoo Crews & Harvey, 2011
- Karaops manaayn Crews & Harvey, 2011
- Karaops marrayagong Crews & Harvey, 2011
- Karaops martamarta Crews & Harvey, 2011
- Karaops monteithi Crews & Harvey, 2011
- Karaops ngarutjaranya Crews & Harvey, 2011
- Karaops pilkingtoni Crews & Harvey, 2011
- Karaops raveni Crews & Harvey, 2011
- Karaops toolbrunup Crews & Harvey, 2011
- Karaops vadlaadambara Crews & Harvey, 2011